# کژشووک
کژشووک (به لهستانی:  Krzeszówek) یک روستا در لهستان است که در گمینا کامیننا گورا واقع شده‌است.